# كار بلاي
كار بلاي (بالإنجليزية: CarPlay)‏ هو نوع من أنواع الآي أو إس الخاص بالسيارات. كار بلاي يساعدك على إيجاد الطريق الصحيح، تبادل المكالمات، إرسال الرسائل، الاستماع للموسيقى، استعمال سيري مباشرة من لوحة التحكم للسيارة.

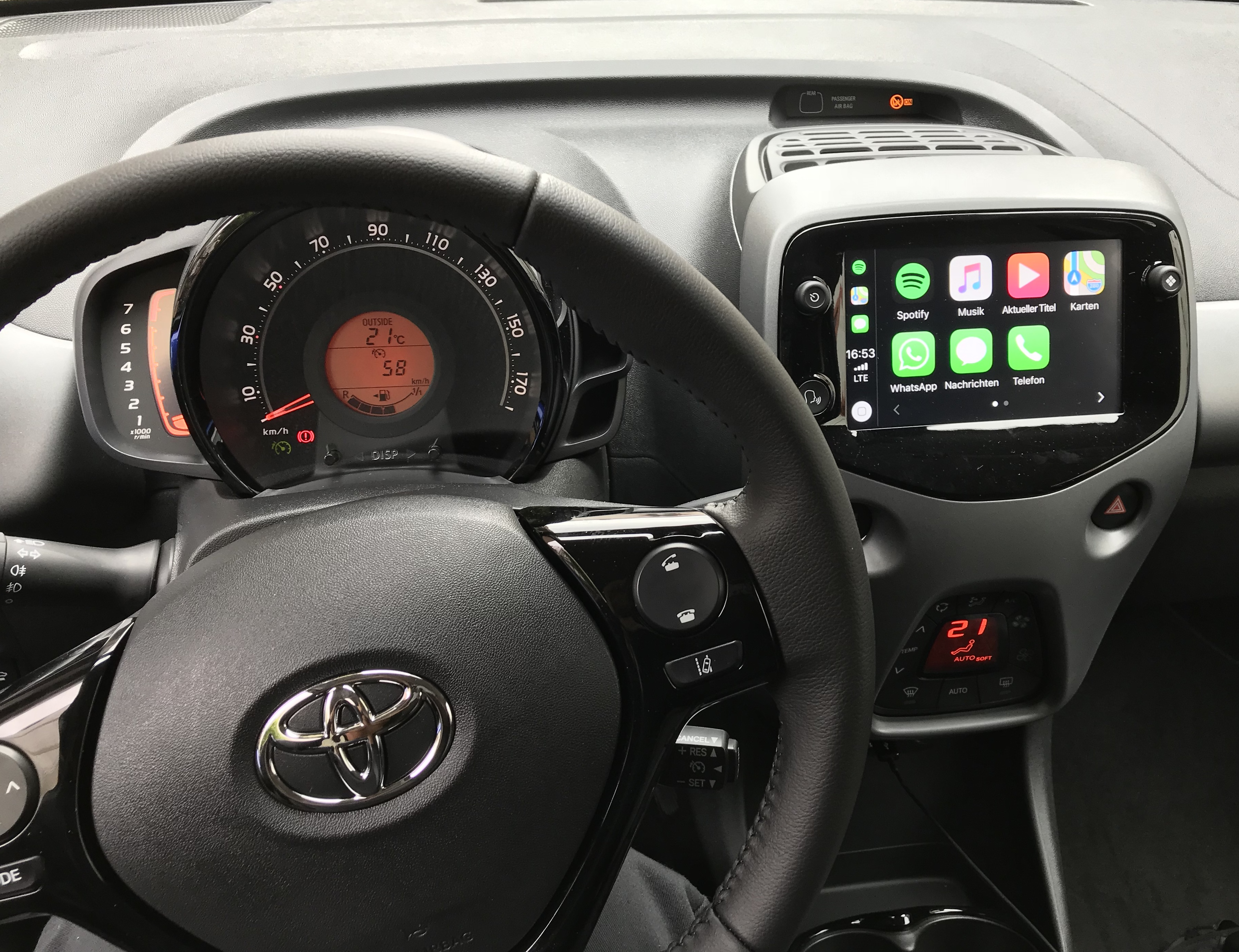
كار بلاي قيد التشغيل

## طريقة الاستعمال
لاستعمال كار بلاي يكفي توصيل جهاز آيفون بلوحة تحكم السيارة إما باستخدام الكابلات أو تقنية البلوتوث.

## وصلات خارجية
- الموقع الرسمي لكار بلاي
- الموقع الرسمي لأبل